# ویکتور پترنکو
ویکتور پترنکو (اوکراینی: Віктор Васильович Петренко؛ زادهٔ ۲۷ ژوئن ۱۹۶۹) اسکیت‌باز نمایشی اهل اوکراین بود.